# Jérôme Dekeyser
Jérôme Dekeyser (15 december 1983) is een Belgisch hockeyer. 

## Levensloop
Hij speelt voor Braxgata en is een aanvaller. 
Hij maakte deel uit van het nationaal team dat zich knap wist te plaatsen voor de Olympische Spelen van 2008 in Peking, door bij de Europese kampioenschappen van 2007 in Manchester derde te worden. Dekeyser bracht daar in de kleine finale tegen Duitsland België voor het eerst op een 3-2-voorsprong uit een strafcorner. België won uiteindelijk met 4-3. 
In de eerste wedstrijd van België op de olympische spelen in Peking, tegen Spanje, scoorde hij wederom uit een strafcorner. België verloor de wedstrijd met 4-2. Uiteindelijk eindigde het Belgisch team op de negende plaats. In 2011 werd hij 4de in het EK in Duitsland. Op de Olympische spelen van 2012 in London werd hij 5de.